# Giuseppe La Placa
Giuseppe La Placa (* 16. listopadu 1962, Resuttano) je italský římskokatolický duchovní a biskup Ragusy.

## Život
Narodil se 16. listopadu 1962 v Resuttanu.
Vstoupil do kněžského semináře a absolvoval studium na Teologickém institutu Mons. G. Gruttadauro v Caltanissettě. Dne 29. června 1986 byl biskupem Alfredem Maria Garsiou vysvěcen na kněze a inkardinován do diecéze Caltanissetta. Svou kněžskou službu započal jako farní vikář u svatého Petra v Caltanissettě. Poté byl přemístěn do Chiesa Madre a farnosti Santa Maria del Rosario v San Cataldo. Byl diecézním asistentem pro pastoraci rodin a vedl pastoraci mládeže. Roku 1993 získal na Papežské univerzitě Gregoriana licenciát. O dva roky později byl jmenován ředitelem Institutu vyšších náboženských studií a začal vyučovat na různých institutech. Od roku 2006 byl zodpovědný za formaci kléru.
Dne 8. května 2021 jej papež František jmenoval biskupem Ragusy. Biskupské svěcení přijal 16. července z rukou biskupa Maria Russotto a spolusvětiteli byli arcibiskup Salvatore Gristina, arcibiskup Francesco Lomanto a biskup Carmelo Cuttitta.